# 厚根齿鱼属
厚根齿鱼属（学名：Pachyrhizodus）是一类已灭绝的辐鳍鱼，生活在白垩纪晚期的北美洲西部内陆海道和南美洲哥伦比亚，模式种为P.basalis。1997年，玛里亚·帕拉莫描述了发现于哥伦比亚拉弗伦特拉地层的埃氏厚根齿鱼（英語：P.etayoi），种名来自于哥伦比亚著名地质学家和古生物学家费尔南多·埃塔约。

## 画廊
- 含内脏的化石
- 犬型厚根齿鱼和微小厚根齿鱼的复原图

## 脚注
1. ↑  Mike Everhart. . Oceans of Kansas Paleontology. February 2, 2010  [May 5, 2011]. （原始内容存档于2020-08-02）.
2. ↑  Pachyrhizodus （页面存档备份，存于） at Fossilworks.org